# Sant Pere d'Aransís
Sant Pere d'Aransís és una església romànica del terme d'Aransís, actualment englobat en el de Gavet de la Conca. Està situada en el poble d'Aransís, i està dedicada a Sant Pere apòstol. Té encara la categoria de parròquia, però està menada pel mateix rector de Vilamitjana, que resideix a la rectoria de Tremp. inclosa a l'Inventari del Patrimoni Arquitectònic de Catalunya.

## Descripció
L'església de Sant Pere es troba aïllada a l'extrem sud del poble d'Aransís. L'edifici és d'una nau amb absis semicircular i dues capelles a cada costat de la nau, afegides posteriorment. Està coberta amb volta de canó. A l'exterior, l'única part original és la façana sud, on hi ha un fris continu d'arcuacions llombardes sota el ràfec, fetes de petits blocs, amb unes petites mènsules treballades que recorden les de la propera església de Santa Maria de Llimiana. Aquesta part pertany al corrent arquitectònic del romànic llombard.
Posteriorment s'obrí una porta a ponent i, sobre aquesta façana, es transformà l'espadanya en un campanar rectangular que ocupa tot el llarg del frontispici.
A l'interior hi ha dues piques baptismals de pedra, una de les quals té decoració en relleu de creus i grups de quatre estrelles de cinc puntes.

## Història

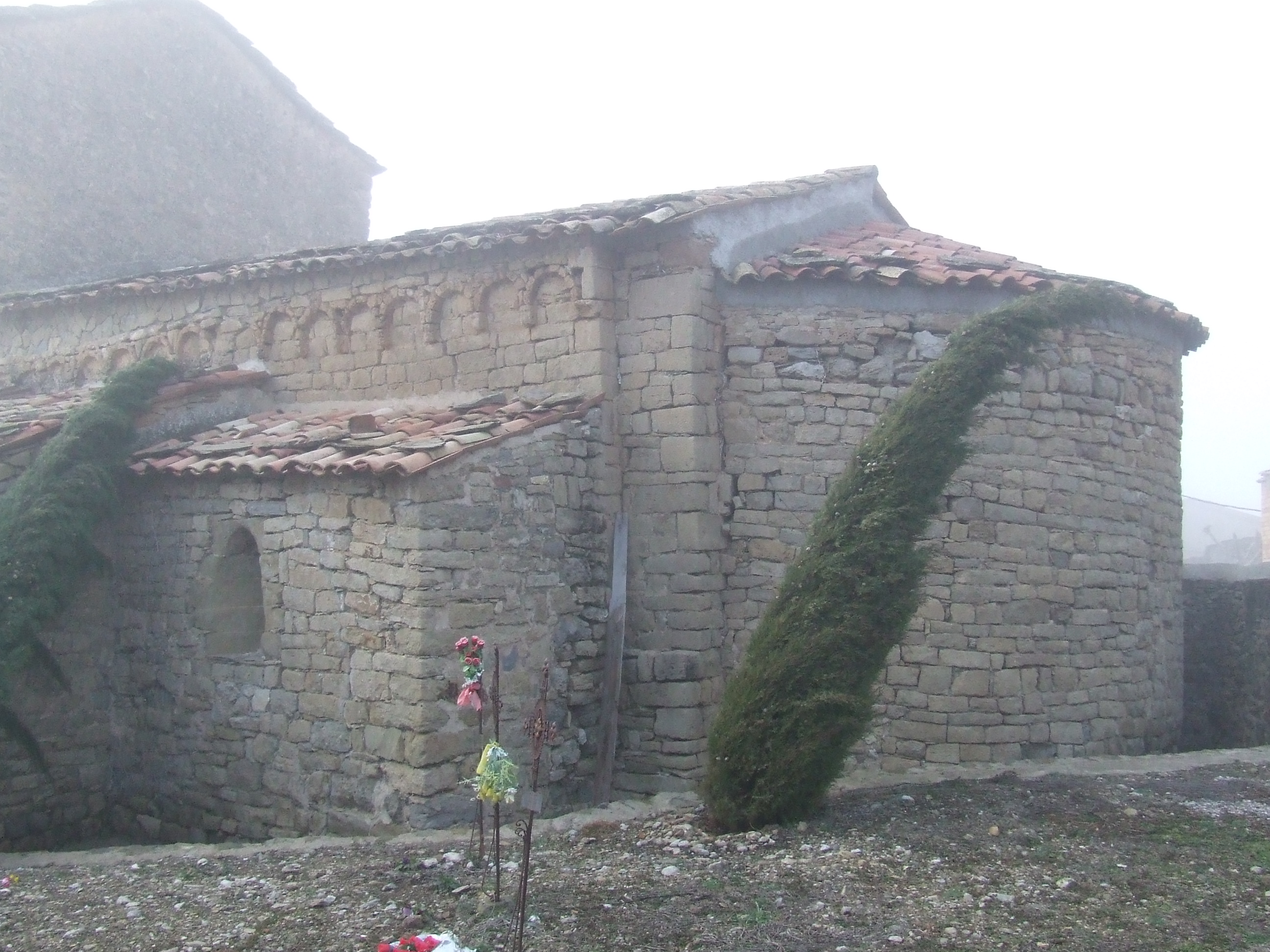
El costat meridional de l'església

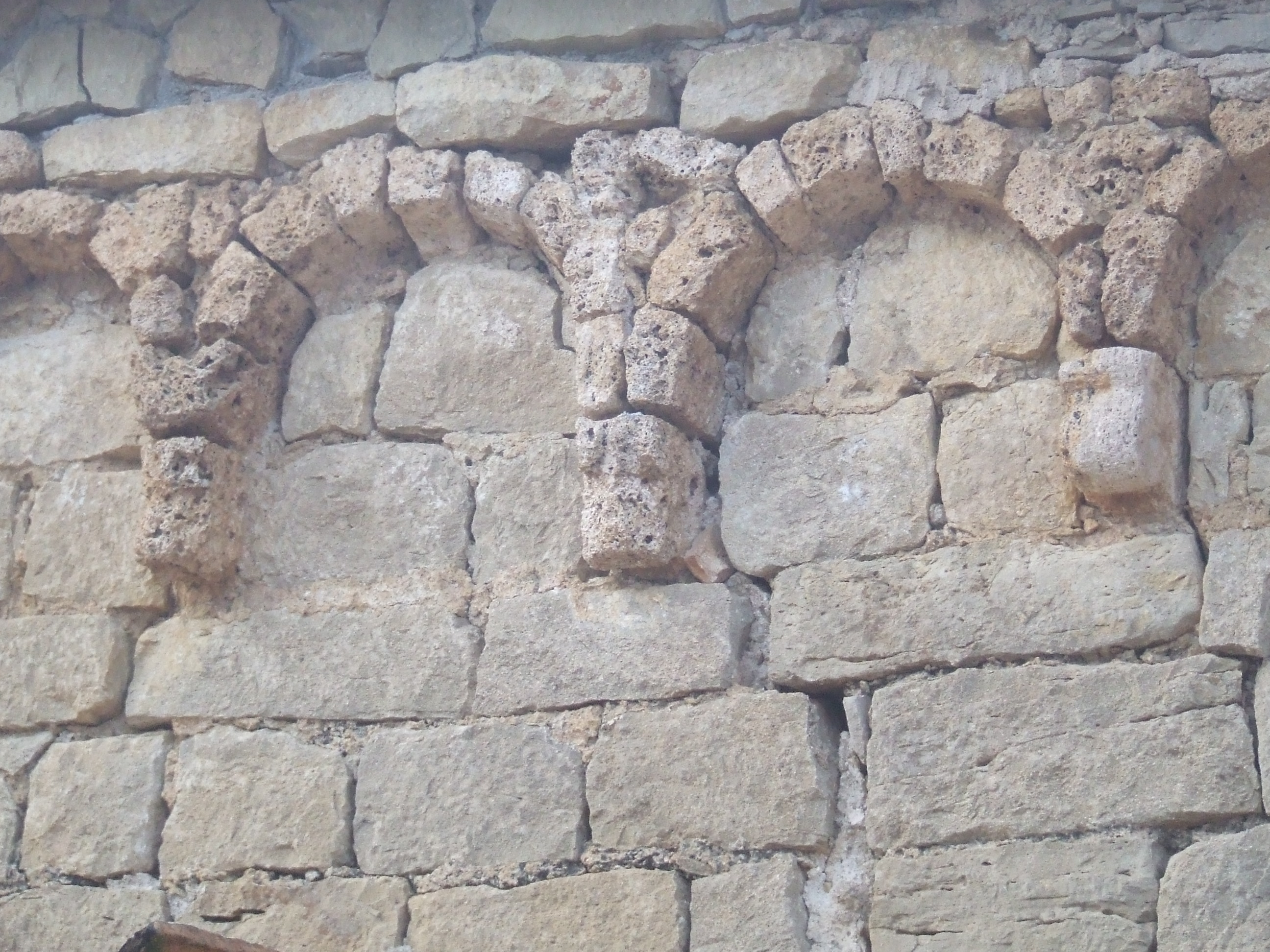
Detall de les arcuacions llombardes

En una visita pastoral del 1314, els delegats de l'Arquebisbe de Tarragona visiten l'església de Sant Pere d'Arençís, i ja a partir d'aquell moment és esmentada en diverses actes episcopals: 1391, 1526, 1758…
És un edifici d'una sola nau, molt alterada al llarg dels temps. De l'estructura romànica, només són visibles restes a la façana meridional, com un seguit d'arcuacions llombardes, cegues, sota el ràfec de la nau. L'aparell visible és de carreus ben escairats, disposats de forma molt regular en filades uniformes. Les arcuacions són fetes amb carreus més petits, també ben tallats, i amb petites mènsules.
Es tracta d'una obra de la segona meitat del segle xi, i per la seva factura recorda molt la propera església de Santa Maria de Llimiana.